# Bolter
Bolter – polski zespół muzyczny, założony w 1984 przez muzyka, kompozytora i aranżera Sławomira Sokołowskiego. 
Nazwa zespołu oznacza nieposłusznego konia wyrywającego się z zagrody.

## Historia
Sławomir Sokołowski występował wcześniej z zespołami Takt i Stress, a także prowadził grupę Spirituals and Gospel Singers, w której śpiewały Halina Zimmermann i Anna Jurksztowicz, późniejsze wokalistki grupy Bolter.
Bolter rozpoczął działalność od dwóch piosenek – „Jak uwierzyć” i „Zostań, zaczekaj” z Anną Jurksztowicz. Wkrótce potem zespół nagrał w wersji polskiej utwór grupy Bee Gees – „More Than a Woman” („Nic nie rozumiesz”). Kolejne nagranie to piosenka „Nieznany wiek”, którą zaśpiewała Lora Szafran. Największy sukces grupa odniosła w składzie: Sławomir Sokołowski, Halina Zimmermann i Jan Zieliński.
W marcu 1985 grupa nagrała utwór „Póki trwa ten bal” (polska wersja przeboju Leonarda Cohena „Dance Me to the End of Love”). Największym przebojem grupy jest piosenka „Daj mi tę noc” (muz. Sławomir Sokołowski, sł. Andrzej Sobczak), która zdobyła nagrodę w konkursie piosenek premierowych na XXII Krajowym Festiwalu Piosenki Polskiej w Opolu. 
W zespole śpiewali również: Halina Benedyk, Daria Pakosz i Jerzy Rajczyk. 
Krzysztof Krawczyk z Bolterem nagrał piosenki: „Ostatni raz zatańczysz ze mną”, „Wygrajmy jeszcze jeden mecz”, „Nie zostało nam już nic” i „Człowiek po czterdziestce” (z Bohdanem Smoleniem).

## Skład
- Sławomir Sokołowski – klawisze, fortepian, gitara, bas; kompozytor, aranżer
- Halina Zimmermann – wokal
- Jan Zieliński – wokal, perkusja elektroniczna Simmons
- Iwona Maciejewska – wokal

Muzycy grający w zespole Bolter:
- Andrzej Rogal – gitara
- Tomasz Runke – gitara
- Wojciech Hoffmann – gitara
- Piotr Zander – gitara
- Krzysztof Jarmużek – bas
- Andrzej Laskowski – bas
- Andrzej Rzeźniczak – saksofon tenorowy
- Jerzy Karwowski – saksofon altowy
- Krzysztof Przybyłowicz – perkusja
- Marek Surdyk – perkusja
- Wiktor Juszczak – perkusja
- Piotr Kałużny – fortepian

## Dyskografia

### Albumy studyjne
- 1986: Więcej słońca (wyd. Wifon)[5]
- 1987: Hollywood (wyd. Wifon)[5]

### Albumy kompilacyjne
- 1990: Prywatka z Bolterem (wyd. Polskie Nagrania „Muza”)[6]
- 1991: Daj mi tę Noc - Największe przeboje (Remix 91) (wyd. MiL)[5]
- 1992: Bolter – Tego jeszcze nie było! (1992)
- 2007: Więcej Słońca / Hollywood (wyd. Polskie Radio)[5]
- 2003: Bolter – The Best... (wyd. Polskie Nagrania „Muza”)[7]

### Przeboje
- „Daj mi tę noc”[8]
- „Więcej słońca nam się marzy”
- „Żegnaj, baj, baj”
- „Ten, kto się śmieje”
- „Między nami cisza trwa”
- „Zaczekaj z tym do jutra”
- „Nic do stracenia”